# Długa Grań

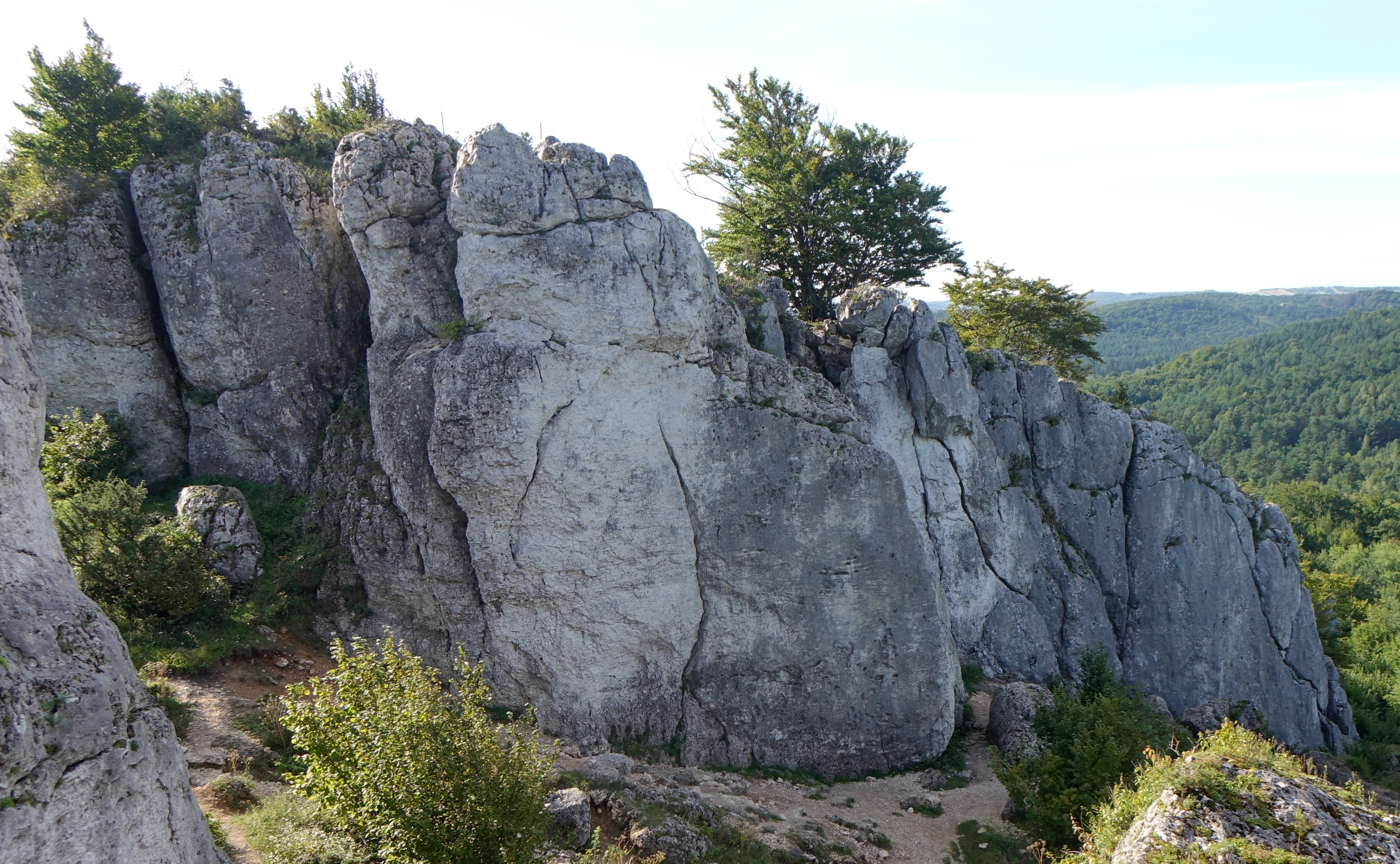

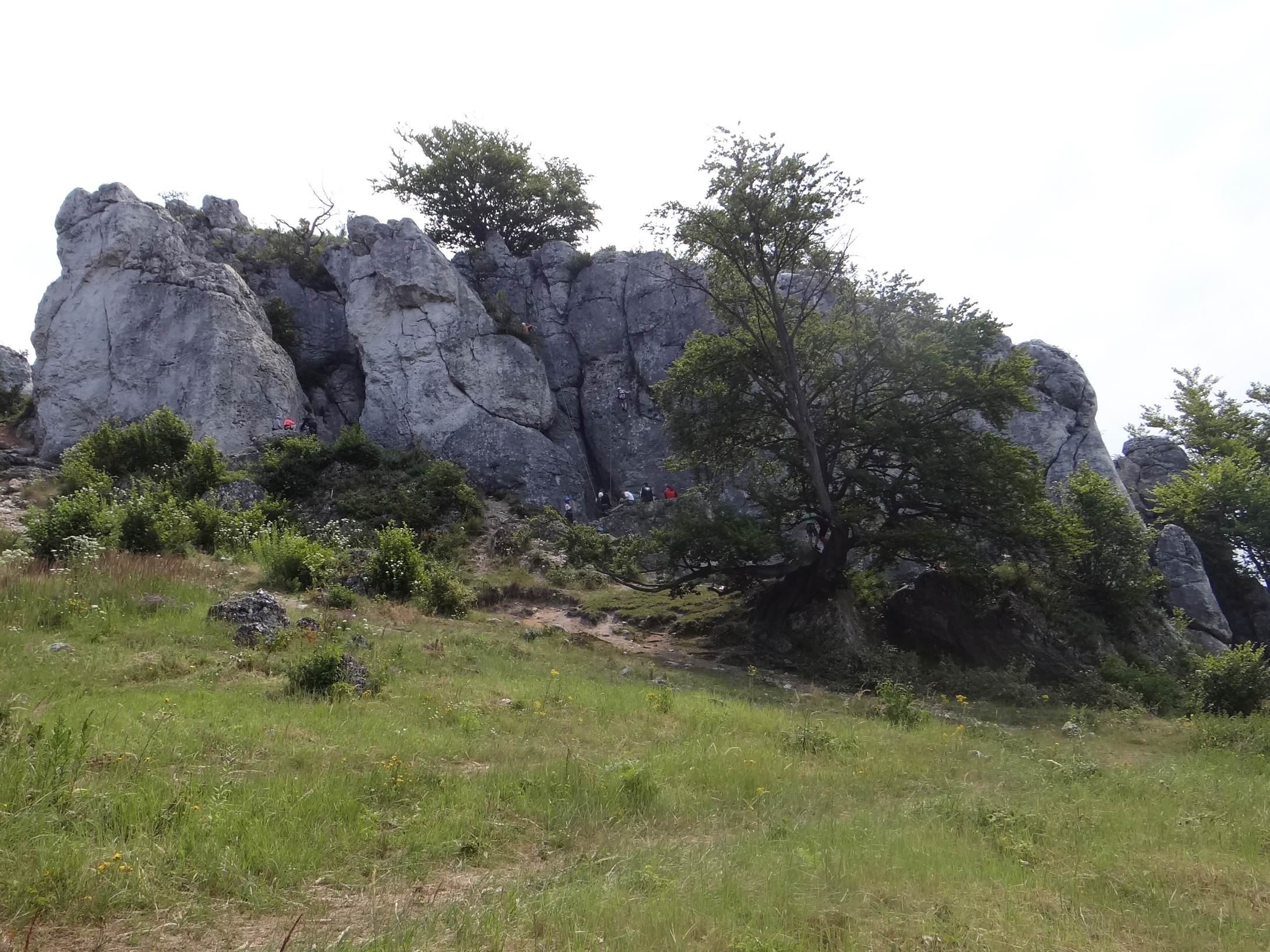
Kolejno od góry:Dziurki, Skała Gąsieckiego i Długa Grań

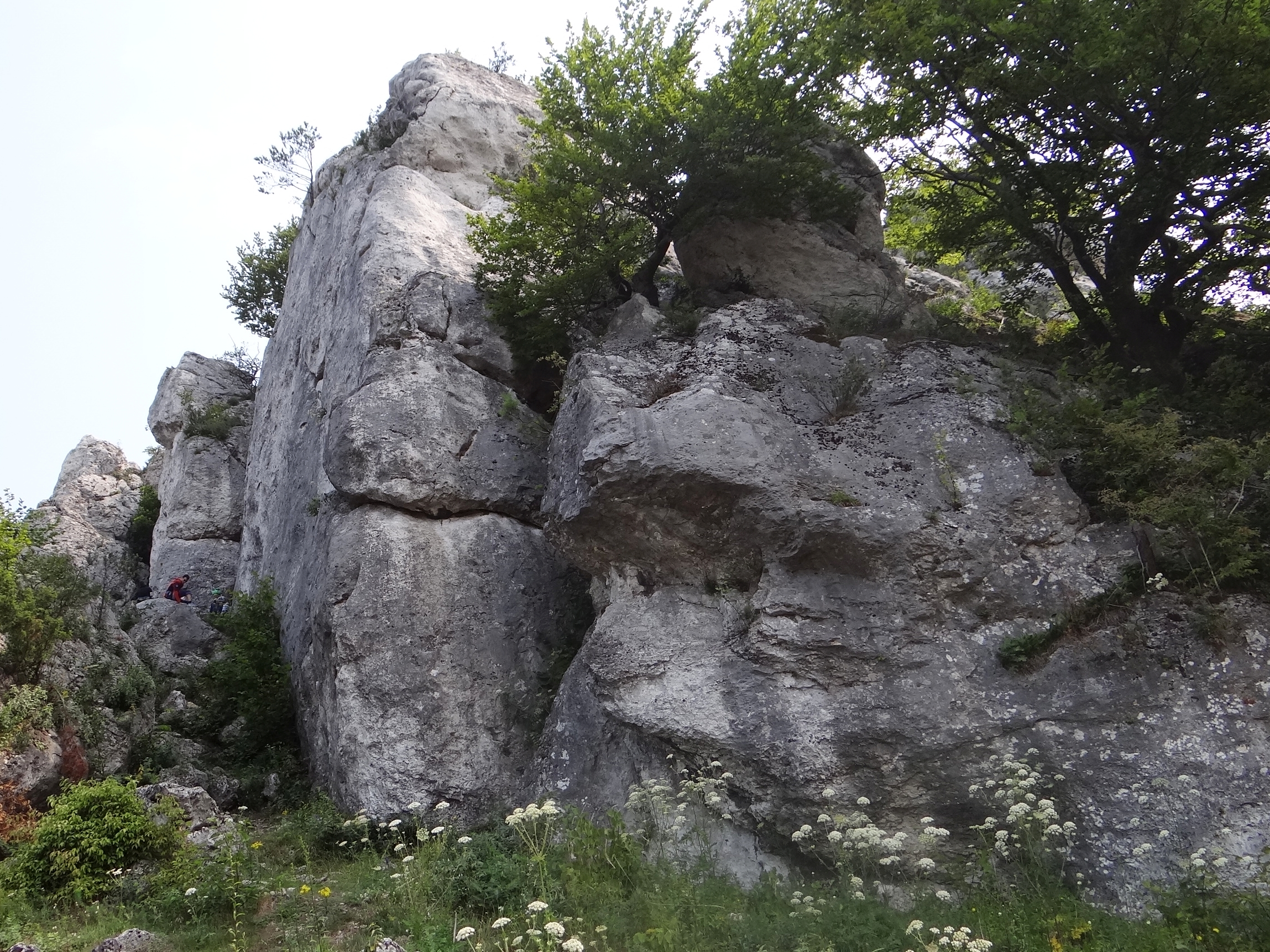
Długa Grań

Długa Grań – skała na Górze Zborów na Wyżynie Częstochowskiej, w obrębie wsi Kroczyce w województwie śląskim, powiecie zawierciańskim, w gminie Kroczyce. Znajduje się w zachodniej części zwartej grupy skał tego wzniesienia, w opadającej z jego szczytu grzędzie. Kolejno od góry na dół są w niej skały: Dziurki, Skała Gąsieckiego i Długa Grań (także Długa Ściana).
Zbudowane z wapieni skały Góry Zborów to jeden z bardziej popularnych rejonów wspinaczki skalnej w okolicach Podlesic. Znajdują się w obrębie rezerwatu przyrody Góra Zborów, na określonych warunkach dopuszczono jednak na nich wspinaczkę. Długa Grań znajduje się na otwartym terenie i wśród wspinaczy ma dużą popularność. Jej ściany o wystawie południowo-zachodniej mają wysokość do 16 m i zbudowane z pionowych lub prawie pionowych ścian z takimi formacjami skalnymi jak kominy, filary i zacięcia.

## Drogi wspinaczkowe
Wspinacze poprowadzili na Długiej Grani 21 dróg wspinaczkowych (wraz z wariantami), o trudności od IV do VI.5+ w skali Kurtyki. Wszystkie mają zamontowane stałe punkty asekuracyjne: ringi (r) i stanowisko zjazdowe (st).

Długa Grań I
1. Piernikowy szlak; 5r + st, III, 14 m
2. Popisówka; 5r + st, V, 15 m
3. Dochodzenie; 4r + st, V, 14 m
4. Czara; 5r + st, IV+, 14 m
5. Kręta rysa; V, tr., 15 m
6. Prosta rysa; IV+, 14 m
7. Sposób na zakwasy; 4r + st, VI.2+, 14 m
8. Słonie i kwiatki; 4r + st, VI.5+, 14 m
9. W poszukiwaniu św. Graala; 5r + st, VI.4+/5, 14 m
10. Raz do Turcji się wybrałem; 5r + st, VI.4/4+, 14 m
11. Prostowanie Turcji; 5r + st, VI.5, 14 m
12. Czerwone i czarne; 5r + st, VI.2+, 14 m
13. Masturbator; 5r + st, VI.3, 14 m
14. Sercowa choroba; 5r + st, VI.2, 14 m
15. Diagonala; st, VI+, 18 m
16. Diagonala wprost; st, VI-, 14 m

Długa Grań II
1. Diagonala; VI+, 18 m
2. San Jacinto; 6r + st, VI.1+, 14 m
3. Pożegnanie z Agnieszką; 7r + st, VI.1, 14 m
4. Filar straceńców; 5r + st, VI.1, 14 m
5. Nieudane związki; VI.1, 14 m[4].

## Piesze szlaki turystyczne
Obok skał biegną dwa szlaki turystyczne.
 Szlak Orlich Gniazd: Góra Janowskiego – Podzamcze – Karlin – Żerkowice – Morsko – Góra Zborów – Zdów-Młyny – Bobolice – Mirów – Niegowa.
 Szlak Rzędkowicki: Mrzygłód – Myszków – Góra Włodowska – Rzędkowickie Skały – Góra Zborów (parking u stóp góry)